# 亞利尼夫卡 (別廖茲諾區)
50°46′56″N 26°47′16″E / 50.78222°N 26.78778°E
亞利尼夫卡（烏克蘭語：Ялинівка），是烏克蘭西北部的村莊，隸屬里夫內州的里夫內區。該村始建於1629年，面積0.12平方公里，海拔高度190米，2001年人口44。